# Jan Swantek
Jan Franciszek Swantek (ur. 1933 w Walligford, zm. 7 stycznia 2022) – Pierwszy Biskup Polskiego Narodowego Kościoła Katolickiego w Stanach Zjednoczonych i Kanadzie (PNKK) w latach 1985–2002. Jego następcą na tym stanowisku został wybrany w 2002 r. bp Robert Nemkovich. Jako zwierzchnik PNKK zdecydowanie opowiadał się przeciwko udzielaniu święceń kapłańskich kobietom oraz dawaniu ślubów parom homoseksualnym.
Jan Swantek urodził się w 1933 roku w małym miasteczku Walligford w stanie Connecticut, gdzie ukończył też szkołę średnią. Następnie rozpoczął naukę w Seminarium Duchownym Polskiego Narodowego Kościoła Katolickiego w Scranton, w momencie wstąpienia do placówki nie znał języka polskiego, wychowywany był w rodzinie polskich imigrantów mówiących wyłącznie po angielsku. Studiował także filozofię na Uniwersytecie Clarka w Worcester. 
Jana Swantka na godność biskupa wybrał XV Synod Polskiego Narodowego Kościoła, elekt został konsekrowany 30 listopada 1978 r. w katedrze pw. św. Stanisława w Scranton. Sakry biskupiej udzielił mu Pierwszy Biskup Franciszek Rowiński, przy współudziale emerytowanego Pierwszego Biskupa Tadeusza Zielińskiego oraz biskupów: Antoniego Rysza i Józefa Niemińskiego.
Na XVII Synodzie w 1985 r. wybrany Pierwszym Biskupem. Jan Swantek w 2002 r. był uczestnikiem Międzynarodowej Konferencji Biskupów Starokatolickich we Wrocławiu. Za jego sprawą w 2006 r. udało się przyjąć Wspólną Deklarację o Jedności regulującą stosunki między Polskim Narodowym Kościołem Katolickim a Kościołem rzymskokatolickim.